# آدم بيرنستاين
آدم بيرنستاين (بالإنجليزية: Adam Bernstein)‏ هو كاتب سيناريو ومنتج تلفزيوني ومخرج أمريكي، ولد في 7 مايو 1960 في برينستون في الولايات المتحدة.

## وصلات خارجية
- آدم بيرنستاين على موقع IMDb (الإنجليزية)
- آدم بيرنستاين على موقع ألو سيني (الفرنسية)
- آدم بيرنستاين على موقع ميوزك برينز (الإنجليزية)
- آدم بيرنستاين على موقع أول موفي (الإنجليزية)
- آدم بيرنستاين على موقع ديسكوغز (الإنجليزية)
- آدم بيرنستاين على موقع قاعدة بيانات الفيلم (الإنجليزية)
- آدم بيرنستاين على موقع كينوبويسك (الروسية)